# Anton Zwerina
Anton Zwerina (* 7. Juni 1900; † 19. Mai 1973) war ein österreichischer Gewichtheber. Er gewann bei den Olympischen Spielen 1924 in Paris eine Silbermedaille im Fünfkampf im Leichtgewicht.

## Werdegang
Anton Zwerina begann als junger Mann nach Ende des Ersten Weltkrieges in Wien mit dem Gewichtheben. Er startete zunächst für den Ottakringer Straßenbahner Athleten-Klub Wien und wechselte 1923 zum Währinger Athleten-Klub Wien.
1921 startete er erstmals bei den österreichischen Meisterschaften und belegte im Leichtgewicht im Vierkampf mit 314 kg den 8. Platz. 1922 erreichte er bei den österreichischen Meisterschaften im Leichtgewicht im Vierkampf mit 332 kg den 4. Platz.
1923 qualifizierte er sich für die Teilnahme an den Weltmeisterschaften, die in seiner Heimatstadt Wien stattfanden. Er belegte dort im Leichtgewicht im Vierkampf mit 342,5 kg hinter seinem Landsmann Rudolf Edinger, Heinrich Baumann aus Deutschland und Bohumil Durdis aus der Tschechoslowakei den 4. Platz.
1924 wurde dann zum erfolgreichsten Jahr in der Laufbahn von Anton Zwerina. Ende Mai 1924 siegte er bei der österreichischen Olympiaausscheidung in Wien im Leichtgewicht im Fünfkampf mit 430 kg vor Wilhelm Etzenberger. Auch bei den Olympischen Spielen dieses Jahres in Paris war er in guter Form und gewann im Leichtgewicht im Fünfkampf mit einer Gesamtleistung von 420 kg hinter dem Franzosen Edmond Decottignies, der auf 440 kg kam, die Silbermedaille.
Danach startete Anton Zwerina bis Ende 1927 noch bei verschiedenen internationalen und nationalen Wettkämpfen und konnte dabei noch durchwegs gute Resultate erzielen. Welt- oder Europameisterschaften fanden in den Jahren 1925 bis 1927 nicht statt.

## Erfolge bei Internationalen Wettkämpfen
| Jahr | Platz  | Wettbewerb                                                | Wettkampfart   | Gewichtsklasse | Ergebnisse |
| 1923 | 2.     | Göteborger Kampfspiele                                    | Dreikampf (DK) | Leicht         | mit 247,5 kg (72,5-75-100), hinter Alfred Neuland, Estland, 260 kg |
| 1923 | 1.     | Internationale Meisterschaften von Böhmen in Prag         | Fünfkampf (FK) | Leicht         | mit 407,5 kg (72,5-75-80-75-105), vor Andreas Stadler, Österreich, 385 kg (65-75-80-65-100)                                                                                    |
| 1923 | 4.     | WM in Wien                                                | Vierkampf (VK) | Leicht         | mit 342,5 kg hinter Rudolf Edinger, Österreich, 360 kg, Heinrich Baumann, Deutschland, 350 kg und Bohumil Durdis, Tschechoslowakei, 347,5 kg                                   |
| 1924 | Silber | OS in Paris                                               | FK             | Leicht         | mit 427,5 kg (75-80-72,5-82,5-112,5), hinter Edmond Decottignies, Frankreich, 440 kg, vor Bohumil Durdis, 425 kg und Leopold Treffny, Österreich, 425 kg (65-85-77,5-85-112,5) |
| 1925 | 1.     | Internationale Meisterschaften von Mähren in Rentitschein | DK             | Leicht         | mit 277,5 kg |
| 1926 | 6.     | Deutsche Kampfspiele in Köln                              | FK             | Leicht         | mit 412,5 kg; Sieger: Willi Reinfrank, Deutschland, 455 kg, vor Hans Haas, 481,5 kg und Anton Hangel, 439,5 kg, beide Österreich                                               |

## Erfolge bei nationalen Wettkämpfen
| Jahr | Platz | Wettbewerb                                                             | Wettkampfart | Gewichtsklasse | Ergebnisse |
| 1921 | 8.    | Österreichische Meisterschaften                                        | VK           | Leicht         | mit 314 kg; Sieger: Karl Okrouhly, AK "Altona" Wien, 338 kg                                                                        |
| 1922 | 4.    | Österreichische Meisterschaften                                        | VK           | Leicht         | mit 332 kg; Sieger: Karl Okrouhly, 354 kg                                                                                          |
| 1923 | 2.    | Qualifikationsturnier für Länderkampf Österreich gegen Schweiz in Wien | FK           | Leicht         | mit 392,5 kg hinter Karl Okrouhly, 412,5 kg                                                                                        |
| 1923 | 2.    | Wiener Meisterschaften                                                 | FK           | Leicht         | mit 439,5 kg (72,5-82,5-80-75-110)                                                                                                 |
| 1924 | 2.    | Wiener Meisterschaften                                                 | FK           | Leicht         | mit 431,5 kg (70-80-77,5-75-110), hinter Wilhelm Etzenberger, AK "Siegfried" Wien, 433,25 kg                                       |
| 1924 | 1.    | Olympiaausscheidung in Wien                                            | FK           | Leicht         | mit 430 kg (75-85-80-77,5-112,5), vor Wilhelm Etzenberger, 422,5 kg                                                                |
| 1924 | 1.    | Wiener Messe-Championat                                                | VK           | Leicht         | mit 345 kg (72,5-85-77,5-110), vor Konrad Huber, Wiener Zeitungen AK, 337,5 kg                                                     |
| 1924 | 5.    | Österreichische Meisterschaften                                        | VK           | Leicht         | mit 353,5 kg; Sieger: Konrad Huber, 372,5 kg, vor Karl Okrouhly, 366,75                                                            |
| 1926 | 2.    | Wiener Meisterschaften                                                 | FK           | Leicht         | mit 457,5 kg (77,5-80-82,5-77,5-115), hinter Hans Haas, AC "Herkules" Wien, 481,5 kg, vor Anton Hangel, AC "Oswald" Wien, 439,5 kg |
| 1926 | 5.    | Österreichische Meisterschaften                                        | VK           | Leicht         | mit 353,75 kg; Sieger: Hans Haas, 412,5 kg (80-100-82,5-127,5)                                                                     |
| 1927 | 2.    | Wiener Meisterschaften                                                 | FK           | Leicht         | mit 425 kg (77,5-85-72,5-80-1109); hinter Hans Haas, 480 kg (82,5-100-80-92,5-125)                                                 |

Erläuterungen
- Leichtgewicht, damals bis 67,5 kg Körpergewicht
- Dreikampf (DK), bestehend aus einarmigem Reißen, einarmigem Stoßen und beidarmigem Stoßen
- Vierkampf (VK), bestehend aus einarmigem Reißen, einarmigem Stoßen, beidarmigem Drücken, und beidarmigem Stoßen, bei internationalen Wettkämpfen wurde in jenen Jahren oft statt des beidarmigen Drückens beidarmig gerissen
- Fünfkampf (FK), bestehend aus einarmigem Reißen, einarmigem Stoßen, beidarmigem Drücken, beidarmigem Reißen und beidarmigem Stoßen

- bis 1927 war es bei nationalen Wettkämpfen durch den Österreichischen Gewichtheberverband gestattet "unfrei" und "frei" umzusetzen. Die Athleten, die "frei" umsetzten, erhielten dafür einen Zuschlag von 10 % des gehobenen Gewichtes